# Pako Ioffredo

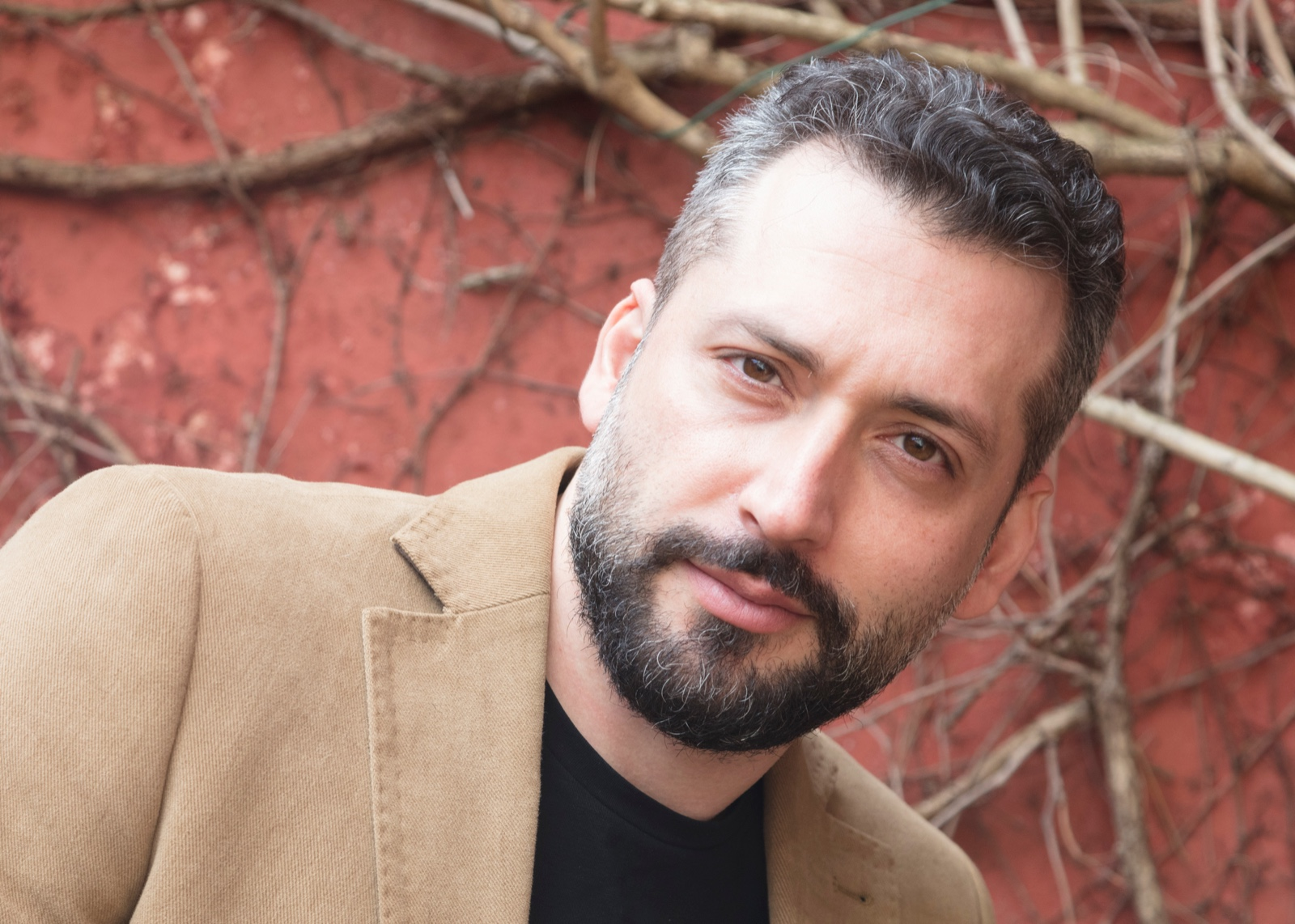
Pako Ioffredo, pH F. Mantovani

Pako Ioffredo, all'anagrafe Pasquale Ioffredo (Napoli, 1985) è un attore, regista e drammaturgo italiano.

## Biografia
Si avvicina al teatro da ragazzo frequentando corsi diretti da Nando Paone e successivamente il corso di specializzazione presso FormAzione Scena per attori e registi, finanziato dall'Unione Europea. Il percorso prevedeva la supervisione di Hassane Kassi Kouyaté e docenti internazionali tra cui Lilo Baur, Jos Houben, Paola Rizza, Marcello Magni, Michèle Millner, Bruce Myers, Lena Lessing e Renata Margherita Molinari. Nel 2006 frequenta stage con Teatri Uniti in Italia e il Théâtre du Soleil di Ariane Mnouchkine e il Théâtre des Bouffes du Nord di Peter Brook in Francia.
Nel 2005 debutta nella serie La squadra della RAI, interpretando Sergio Mantovani. Nel 2009 appare nel film Tris di donne e abiti nuziali di Vincenzo Terracciano. Tra le esperienze cinematografiche recenti figura il docufilm Daniel Pennac: Ho visto Maradona!, presentato alla Festa del Cinema di Roma 2022 e al Festival Los Angeles Italia nel 2023.
Ha collaborato con artisti come Renato Carpentieri, Mario Gelardi, Mario Martone e Daniel Pennac. Nel 2018 partecipa, come autore e interprete, all'adattamento di Sogno di una notte di mezza estate per il Napoli Teatro Festival, rappresentato al Teatro Bellini di Napoli. Per lo stesso Napoli Teatro Festival, diventato poi Campania Teatro Festival, partecipa in qualità di attore e autore degli spettacoli Terra, un'istallazione Teatrale nel 2019 e Ho visto Maradona nel 2021. Dal 2015 è membro del collettivo internazionale Compagnia Mia, con sede in Francia, collaborando in spettacoli come Mio Fratello, Un amore esemplare, Ho visto Maradona e La legge del Sognatore, rappresentato anche al Piccolo Teatro di Milano.
Come autore teatrale ha scritto opere come Se Steve Jobs fosse nato a Napoli, Io sono invincibile, Terra - un'installazione teatrale e TERRAMÒ I e II vol..

## Teatro
- Frammenti di un sogno interrotto, testo e regia di Mario Santella (2002)
- La danza degli ardenti - Il popolo della Tammorra, testo e regia di Carlo Faielllo (2003)
- De Ira di Igor Esposito regia di Francesco Saponaro (2006)
- Napucalisse, di Mimmo Borrelli, regia di Virginio Liberti e Annalisa Bianco (2006)
- Falstaff un laboratorio napoletano, di Enzo Moscato, con Renato Carpentieri, regia di Mario Martone (2007)
- La clemenza di Tito, di Mozart regia di Luca Ronconi (2010)
- Romeo and Juliet, di W. Shakespeare, regia di Alexander Zeldin (2010)
- Cities On Stage, progetto a cura di Nathalie Garroud (2011)
- L’attore Costitutivo, con Enzo Moscato, Eugenio Bennato, Enzo Amato, Salvatore Cantalupo, Francesco Paolantoni, regia di Egidio Carbone (2013)
- Terra presso il Rione Terra di Pozzuoli, testi e regia di Pako Ioffredo (2013)
- Se Steve Jobs fosse nato a Napoli, tratto dal testo di Antonio Menna e regia di Pako Ioffredo (2013-2014)
- Journal d’un Corps di e con Daniel Pennac e regia di Clara Bauer (2014-2015)
- L’Intervista di A. Moravia e regia di Renato Carpentieri (2016)
- Noi Non Siamo Barbari!, testo di Philipp Löhle e regia di Mario Gelardi (2016)
- Io sono Invincibile, tratto da Caligola di Albert Camus e regia di Pako Ioffredo (2016)
- Il caso Malaussène. Mi hanno mentito di e con Daniel Pennac e regia di Clara Bauer. Tournée italiana e francese (2017-2018)
- Un amore esemplare[10][11]  di e con Daniel Pennac e regia di Clara Bauer.Tournée italiana e francese (2017-2018)
- Ore3zero5[12], di Mauro Di Rosa e regia di Pako Ioffredo (2018)
- Sogno di una notte di mezza estate, di W. Shakespeare, adattamento di Pako Ioffredo, regia di Michele Schiano Di Cola. Tournée italiana (2019)
- Le Chien qui fume, di Daniel Pennac, regia di Clara Bauer (2019)
- TERRA - Un’istallazione Teatrale, testi e regia di Pako Ioffredo, produzione Napoli Teatro Festival (2019)
- Mio Fratello, di Daniel Pennac e regia di Clara Bauer. Tournée italiana (2019)
- Mon Frère, di Daniel Pennac e regia di Clara Bauer (2020)
- La legge del Sognatore, di e con Daniel Pennac e regia di Clara Bauer. Tournée italiana (2020)
- Un Pierre de patience, testi di Atique Rahimi e regia di Clara Bauer  (2021)
- Dal sogno alla scena, testi di Daniel Pennac e Pako Ioffredo e regia di Clara Bauer. Tournée italiana  (2021)
- Ho visto Maradona,  testi di Daniel Pennac e Pako Ioffredo e regia di Clara Bauer, produzione Napoli Teatro Festival (2021)
- Bartleby- Mon Frère, testo di Daniel Pennac e regia di Clara Bauer. Tournée francese (2022)
- Terramó [13], testi e regia di Pako Ioffredo, per la rassegna "Racconti per Ricominciare" (2022)
- Terramó vol. 2: ngannaria - fuoco e mistero, testi e regia di Pako Ioffredo, per la rassegna "Racconti per Ricominciare" (2023)
- Nessuno[14] [15], testi e regia di Pako Ioffredo, prima nazionale per il Festival delle Ville Vesuviane (2025)

## Filmografia

### Attore

#### Cinema
- Tris di donne e abiti nuziali, regia di Vincenzo Terracciano (2008)
- Turno di notte, regia di Mauro Di Rosa - cortometraggio (2012)
- Voti, regia di Carlo Guitto - cortometraggio (2013)[16]
- Il giovane favoloso, regia di Mario Martone (2014)
- Figli di Medea, regia di Mauro Di Rosa - cortometraggio (2015)[17]
- Per averci creduto, regia di Luca Guardabascio - cortometraggio (2020)[18]

#### Televisione
- La squadra - serie TV (2005)
- 7 vite - serie TV (2009)

### Sceneggiatore
- Daniel Pennac: Ho visto Maradona!, regia di Ximo Solano (2022)